# サンハヤト
サンハヤト株式会社は、接点復活剤や電子工作キット、回路基板、基板製作用品等の販売や開発等を手がける企業である。

## 概要
1962年に日本初の接点復活剤 ポリコールを開発した企業として知られている。復活剤のほかに洗浄剤、潤滑剤、急冷剤など電子産業向け各種ケミカル、ユニバーサル基板や感光基板、ETFE電線などの電子材料の製造販売も行っている。
社名は創業者の前田清近が鹿児島県の隼人町出身であることにちなむ。

## 沿革
- 1962年5月　前田清近によりハヤト産業株式会社を設立創業。日本初の接点復活剤「ポリコール」を発売。
- 1964年2月　東京都豊島区南大塚3丁目40番1号に社屋を取得。
- 1964年4月　本社並びに営業所を同所に移転。
- 1974年4月　社名をサンハヤト株式会社に変更。フィルム露光方式を採用した「ポジ感光基板」を発売。
- 1975年　基板工作キットや現像剤、基板用ドリルなど基板製作用製品を発売
- 1978年3月　板橋工場を設立
- 1986年10月　ブレッドボードを発売
- 2009年4月　接点復活剤「ニューポリコールキング」発売
- 2020年　スマホ冷却ケース「HEATSINK -5℃ Cool」を発売[3][4]
- 2023年7月　佐々竜太郎が代表取締役社長に就任

## 事業所
本社
東京都豊島区南大塚3丁目40番1号
板橋工場
東京都板橋区志村3丁目31番20号